# El cumpleaños del mundo y otros relatos
El cumpleaños del mundo y otros relatos (The Birthday of the World and Other Stories, 2002)  es una colección de relatos cortos de ficción de la autora estadounidense Ursula K. Le Guin.
Incluye los siguientes relatos:
- «Mayoría de edad en Karhide» es un relato ambientado en el mundo de Gethen en donde se explora la sexualidad en las casas de Kémmer a través de un adolescente.

- «La cuestión de Seggri» (Premio James Tiptree 1995) es un compendio de cinco informes escritos por distintos observadores a lo largo de muchos años que explora las costumbres y la cultura de la sociedad del planeta Seggri. En este planeta existe un desequilibrio de género, existiendo 16 mujeres por cada hombre. Los hombres en este mundo son entrenados en castillos (donde viven excluidos de todo contacto con el exterior y las mujeres) a partir de los 11 años para participar en torneos deportivos y de exhibición. Todos los hombres están obligados a vivir en los castillos. Según la popularidad ganada por los competidores en las distintas competencias entre castillos los hombres son seleccionados para ir a folladeros en donde las mujeres pagan a cambio de sus servicios sexuales. Los hombres no realizan ningún tipo de tarea económica dado que esto les está vedado. En cambio las mujeres se encargan de la producción de las fábricas, los campos, del transporte, etc. En este sentido las mujeres gozan de una mayor libertad ya que tienen acceso a la educación primaria y superior, y pueden ocupar cargos políticos y administrativos, mientras que los hombres no.

- «Amor no escogido» y «Las costumbres de las montañas» (esta última, Premios Tiptree y Locus 1997) son comedias costumbristas situadas en el planeta O. En donde se explora su sociedad, que por antiguas razones religiosas está dividida en dos mitades, llamadas la Mañana y la Tarde. El matrimonio es un grupo de cuatro personas, constituidos por un hombre y una mujer de la Mañana y de la Tarde, en donde cada integrante solo puede mantener relaciones sexuales con los integrantes de su mitad opuesta. Acostarse con el integrante de la misma mitad se considera tabú.

- «Soledad» (Premio Nébula 1995) es un relato que se sitúa en el planeta Once-soro en donde se ha desarrollado una sociedad primitiva fruto de una civilización postindustrial que se colapsó por un exceso de población. En esta sociedad las mujeres viven en tierías, que son pequeñas comunidades de mujeres y niños que viven en casas de barro y sobreviven recolectando frutas, raíces y hierbas o cultivando pequeñas parcelas de tierra. Los hombres, en cambio, viven solos, dispersados en los alrededores de las tierías o, a veces, en grupos de adolescentes.

- «Música Antigua y las mujeres esclavas» cuenta la historia de un incidente en la guerra civil del planeta Werel. La sociedad de Werel, después de una revolución, ha abandonado el sistema de esclavitud antes vigente y está pasando por una etapa de conmoción en la que la población se está adaptando a un nuevo modelo social.

- «El cumpleaños del mundo» (Premio Locus 2001) es un relato que explora una sociedad en donde los reyes (los dos miembros de la pareja) son considerados como dioses (Dios-él y Dios-ella) y son alabados y respetados como tales. Dios-él todos los años, en el cumpleaños del mundo, danza en público y luego va a un templo en donde, a través de la inhalación de polvos alucinógenos, tiene sueños proféticos. Luego cuenta estos sueños a los sacerdotes y estos los interpretan, revelando las profecías.

- «Paraísos perdidos» es una novela corta en donde una nave tripulada hace un viaje del planeta madre a otro para su colonización. Se explora entonces como afecta a las generaciones intermedias, que no conocen el planeta madre ni llegarán a destino en el transcurso de sus vidas, los viajes generacionales.